# Dionysius der Kartäuser
Dionysius der Kartäuser (lateinisch Dionysius Carthusianus oder Dionysius Carthusius, auch Dionysius van Leuven, Dionysius van Rijkel, Dionysius von Rickel oder Dionysius von Roermond, manchmal auch Denis der Kartäuser oder Dennis der Kartäuser genannt; * 1402 oder 1403 in Rijkel (Rickel), Hochstift Lüttich; † 12. März 1471 in Roermond, Herzogtum Geldern) war ein belgischer Theologe, Philosoph, Mystiker und Scholastiker des ausgehenden Mittelalters.

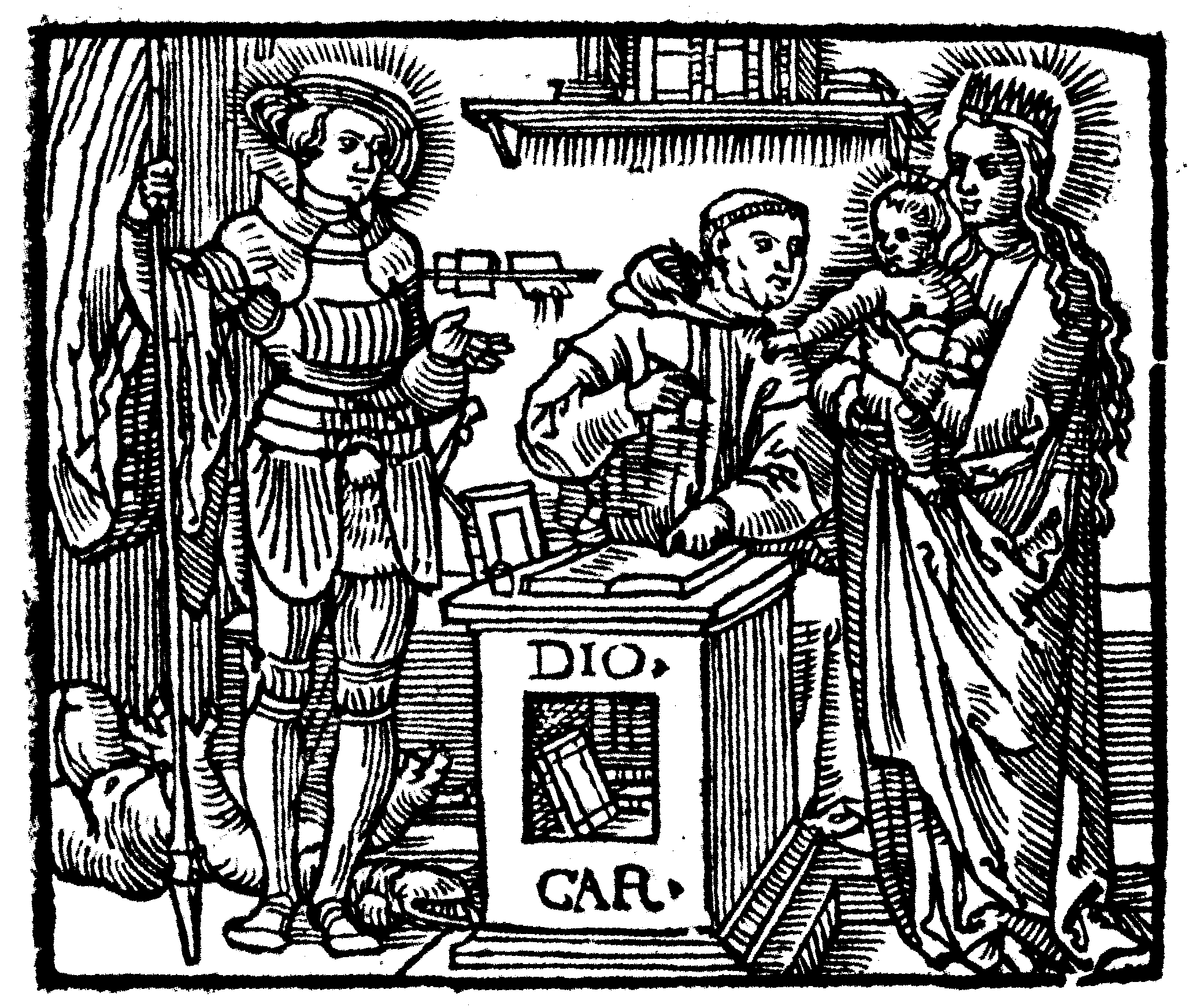
Dionysius der Kartäuser. Druck von Anton Woensam, erschienen 1532 in Enchiridion Sacerdotum des Kölner Kartäuserpriors Peter Blomevenna

## Leben und Werk
Dionysius van Rijkel stammte aus dem adeligen Geschlecht der Edlen von Leewis oder Leewen. Da er mit 18 Jahren noch nicht bei den Kartäusern eintreten konnte, immatrikulierte er sich an der Universität Köln, absolvierte dort das Artistenstudium und wurde mit 21 Jahren zum Magister artium promoviert. Anschließend trat er in die Kartause Bethlehem Mariae in Roermond ein. 1423 begann er auch seine schriftstellerische Tätigkeit. Von 1466 bis 1469 war er Prior der Kartause von ’s-Hertogenbosch und begleitete Nikolaus von Kues auf dessen Visitationsreise durch die Niederlande. Er starb am 12. März 1471 in Roermond.
Seine visionären Schriften und seine asketischen Lebensweise brachten ihm den Titel „Doctor Ecstaticus“ ein. Johan Huizinga beschreibt seinen Geist als „für jede heftige Erregung durch das Übernatürliche empfänglich“. So habe er ein „unbegreiflich tätiges Leben“ geführt und „die Ekstasen der großen Mystiker, die wildeste Askese, die fortwährenden Gesichte und Offenbarungen des Geistersehers mit einer fast unabsehbaren Tätigkeit als theologischer Schriftsteller und praktischer geistlicher Ratgeber“ vereint. Seine Arbeitskraft müsse „unverwüstlich gewesen sein“. Dionysius gilt als der Verfasser von 187 Schriften; sein reichhaltiges Werk ist ein letzter Höhepunkt und zugleich Zusammenfassung spätmittelalterlicher Philosophie und Theologie. Huizinga zufolge wirke es so, „als ob die ganze mittelalterliche Theologie noch einmal aus ihm zurückflutet“. Seine Arbeit sei „zusammenfassend, folgernd, nicht neuschöpferisch“ gewesen. Dionysius entwickelte ein partnerschaftliches Modell der ehelichen Lebensgemeinschaft, nach dem der Ehe- und Hausfrau als „socia und amica des paterfamilias“ eigene Rechte zugestanden werden.
Nach dem Fall von Konstantinopel (1453) verfasste Dionysius mehrere Kampfschriften gegen den Islam und die Türken, darunter eine Widerlegung des Korans (Contra Alchoranum, ca. 1454), deren 1540 in Straßburg gedruckte, gekürzte und paraphrasierte deutsche Übersetzung erstmals Koranverse in deutscher Sprache zugänglich machte. Mit seinen Schriften über die Herz-Jesu-Verehrung übte er großen Einfluss auf weitere Theologen des Mittelalters, wie beispielsweise Johannes Justus von Landsberg, aus. Der Jesuit Josef Stierli bezeichnete ihn in seiner Anleitung zur Herz-Jesu-Verehrung in den 1950er Jahren als den „größten deutschen Theologen“ des Mittelalters neben Albertus Magnus.

## Werkauswahl
- De vanitate mundi
- De quatuor hominum novissimis
- Dialogon de fide catholica
- De vitiis et virtutibus
- De contemplatione
- De venustate mundi et pulchritudine Dei

## Ausgaben
- Gerardus de Vliederhoven. Dionysius Cartusianus. Stella clericorum cum commento. Testamenta duodecim patriarcharum. Speculum futurorum temporum. Geert Groote (mndl.). Ludolphus Suchensis (nd.). (Theologische Sammelhandschrift) MS-B-112. Westdeutschland (nördl. Rheinland; Marienfrede, Kreuzherrenkonvent?; Borken/Westfalen?) 15. Jh., 2.–3. Viertel (Digitalisat).
- Liber de statu mundi. Dionysius Cartusianus. Ars moriendi. (Sammelhandschrift) MS-B-197. Düsseldorf, Kreuzherrenkonvent (?), [um 1450 – 1460] (Digitalisat).
- Opera omnia. Ed. favente Pontifice Maximo Leone XIII. 42 Bände. Typis Cartusiae de Pratis, Monstrolii 1896–1935 (Digitalisate beim Internet Archive; Vita: Bd. 1, S. XXIII–XLVIII).